# Космічна лють: Втеча з космічної в'язниці
«Космічна лють: Втеча з космічної в'язниці» (англ. Space Rage) — американський фантастичний фільм 1985 року.

## Сюжет
Далеке майбутнє. Грабіжник банків Гранж спійманий і засуджений до колонії на планеті Проксіма Центавра 3. З в'язниці він планує втекти. Поліцейський у відставці намагається запобігти втечі злочинця.

## У ролях
- Річард Фарнсворт — полковник
- Майкл Паре — Гранж
- Джон Лафлін — Вокер
- Лі Перселл — Меггі
- Льюїс Ван Берген — Драго
- Вільям Віндом — губернатор Това
- Френк Даблдей — хірург
- Денніс Редфілд — Куїнн
- Гарольд Сильвестр — Макс Брайсон
- Вульф Перрі — Біллі
- Ріккі Супайран — Кірк
- Нік Палмізано — Керні
- Рік Вебер — Ноус
- Едді Пансулло — охоронець
- Пол Лінке — Даффі
- Джин Хартлайн — Бубба
- Аллан Граф — Тіні
- Пол Кіт — доктор Вейберг
- Р.Дж. Ганзерт — Талахассі
- Роберт Лессер — продавець
- Джордж Фішер — злочинець 1
- Томас Розалес мол. — злочинець 2
- Хенк Ворден — старий дивак
- Вікторі Палмізано — дівчинка
- Естер Палмізано — мати
- Джеймс Фараччі — водій
- Джим Бентлі — Боб Сміт
- Сьюзен Медіген — Мері Сміт
- Вільям Коулі — Чарлі
- Дороті Деллс — суддя
- Карл Страно — прокурор
- Вільям Перрі — тюремник
- Джон Річард Петерсен — клієнт банку